# Нимфоманка (фильм)
«Нимфома́нка» (англ. Nymphomaniac) — эротическая драма Ларса фон Триера, вышедшая 25 декабря 2013 года в Дании. Прокатный вариант фильма состоит из двух двухчасовых частей. Помимо театральной, существует также расширенная режиссёрская версия картины; её первая часть была показана в феврале 2014 года на Берлинском кинофестивале. Вторая часть полной режиссёрской версии впервые была представлена на 71-м Венецианском кинофестивале. Главные роли исполнили Шарлотта Генсбур и Стеллан Скарсгард.
Слоган фильма: «Забудь о любви». «Нимфоманка» была тепло принята мировым киносообществом, в ряде рецензий использовались фразы «magnum opus Триера» и «шедевр». Из актёрского ансамбля особенно выделялась Ума Турман, создавшая одновременно абсурдный и трагический образ брошенной жены.

## Сюжет
Интеллектуал Селигман (Стеллан Скарсгард) находит в переулке избитую незнакомку, ею оказывается Джо (Шарлотта Генсбур) — женщина, страдающая нимфоманией. Селигман приводит её к себе домой, чтобы позаботиться о ней, и Джо рассказывает ему историю своей жизни от двух до пятидесяти лет. С рассказом Джо начитанный Селигман проводит многочисленные параллели из истории искусства.
Фильм делится на восемь глав.

### Том I
Глава первая — «Искусный рыболов»
Джо начинает свою историю с двухлетнего возраста, когда она впервые обнаружила у себя влагалище. Её отец (Кристиан Слейтер) — доктор, к которому она была крайне привязана, мать (Конни Нильсен) — «холодная сука», не проявляющая никаких признаков внимания к своей семье. Всё своё детство Джо проводила с отцом, заядлым дендрологом, прививающим ей любовь к разнообразным деревьям, в особенности к ясеню.
В пятнадцать лет Джо (Стэйси Мартин играет Джо до 35-летнего возраста) лишается девственности с соседом Джеромом (Шайа Лабаф). Проходит несколько лет. Джо с лучшей подругой B (Софи Кеннеди Кларк; Джо намеренно не называет практически никаких имён Селигману, предпочитая заменять их буквами) организуют секс-поездку в поезде. B предлагает условия: кто из девушек за время путешествия соблазнит больше мужчин, получит мешочек с шоколадными конфетами. В результате побеждает Джо.
Глава вторая — «Джером»
Джо продолжает рассказ воспоминаниями о своей единственной любви в жизни. Она устраивается на работу секретаршей в полиграфическое предприятие и выясняет, что её шеф — не кто иной, как Джером. Со временем Джо понимает, что развила к нему романтические чувства, и пишет письмо с признанием. Девушка не успевает — Джером отправился в кругосветное путешествие вместе со своей секретаршей.
Глава третья — «Миссис H»
Продолжив развратные похождения, Джо начинает приглашать к себе домой мужчину за мужчиной. Один из них, H (Хьюго Спир), оставляет свою жену и троих детей ради Джо. Подавленная миссис H (Ума Турман) лично прибывает домой к Джо вместе с сыновьями, дабы посмотреть и повлиять на неё. Ситуация становится всё более гротескной, когда Джо навещает следующий по расписанию любовник, A (Сайрон Мельвилль). Миссис H переживает нервный срыв и с криками покидает квартиру.
Глава четвёртая — «Делириум»
Единственная глава ленты, поставленная в тонах чёрно-белой сепии.
Джо вспоминает последние дни своего отца. Она — единственная, кто навещает его, умирающего от рака, в больнице. Джо занимается сексом с несколькими мужчинами в больнице. Спустя время отец умирает, и Джо погружается в депрессию.
Глава пятая — «Маленькая школа органа»
На прогулке Джо находит в парке Джерома, недавно расставшегося со своей секретаршей. Занимаясь сексом, главная героиня обнаруживает, что более не способна ничего ощущать.

### Том II
Джо вспоминает о первом оргазме, который она испытала, будучи школьницей, в поле. Тогда к ней пришли образы Мессалины и Вавилонской блудницы. Селигман рассказывает, что причисляет себя к рядам асексуалов и никогда за свои шестьдесят с лишним лет не спал ни с женщиной, ни с мужчиной.

Джо на приёме у K

Глава шестая — «Восточная и Западная церкви (Немая утка)»
Джо впадает в депрессию, обнаружив, что потеряла все ощущения при сексуальных контактах. От Джерома у девушки рождается сын Марсель.
Идут годы. Джо, в попытках восстановить былую чувственность, посещает садомазохиста K (Джейми Белл). Визиты к нему становятся всё более и более частыми, и в итоге берут верх над воспитанием ребёнка. Джером ставит перед Джо ультиматум: либо он и ребёнок, либо K. Она выбирает последнего. Позже Джо перестаёт видеться и с ним.
Чтобы не заканчивать этот эпизод на грустной ноте, Джо вспоминает, что K впервые познакомил её с одним из методов фистинга — «немая утка».
Глава седьмая — «Зеркало»
Нимфомания Джо становится широко известной в офисе, где она работает. Её босс настаивает на том, чтобы она посещала анонимные группы. После встречи с «сёстрами по несчастью», Джо вычищает квартиру от вещей, напоминающих ей о сексе. Спустя три недели сексуального воздержания Джо намеревается сообщить членам группы о своих успехах, но внезапно видит в зеркале юную версию себя же и срывается.
Глава восьмая — «Пистолет»
Джо становится членом организованной преступной группировки коллекторов и пользуется своим опытом в сексе и садомазохизме, чтобы выбивать деньги из должников. Её босс, L (Уиллем Дефо), советует ей найти преемника, рекомендуя замкнутую дочь опасных преступников. Девочка, P (Миа Гот), в конце концов переезжает к Джо, с которой вступает в романтические и сексуальные отношения.
Проходит время, и Джо подозревает, что P изменяет ей. Её опасения подтверждаются, когда Джо обнаруживает, что любовник P — постаревший Джером. Она берёт свой пистолет и пытается застрелить его в переулке, но забывает дослать патрон в патронник. Джером жестоко избивает её на глазах у P, после чего занимается с девочкой сексом. P мочится на окровавленную Джо и пара уходит. В переулке Джо позже и находит Селигман.
Эпилог
Джо выслушивает аналитические выводы Селигмана и обнаруживает, что наступило утро. Уставшая, она засыпает. Через несколько минут в комнату заходит возбуждённый Селигман со спущенными трусами и пытается овладеть женщиной, на что получает отказ Джо. Женщина берёт пистолет, после чего изображение становится чёрным и зритель только слышит то, что происходит далее. Слышен звук передёргиваемого затвора. Селигман восклицает: «Но ведь вы перетрахали тысячи мужчин». Раздаётся выстрел. Джо собирает вещи и покидает квартиру.

## В ролях

### Основной актёрский состав

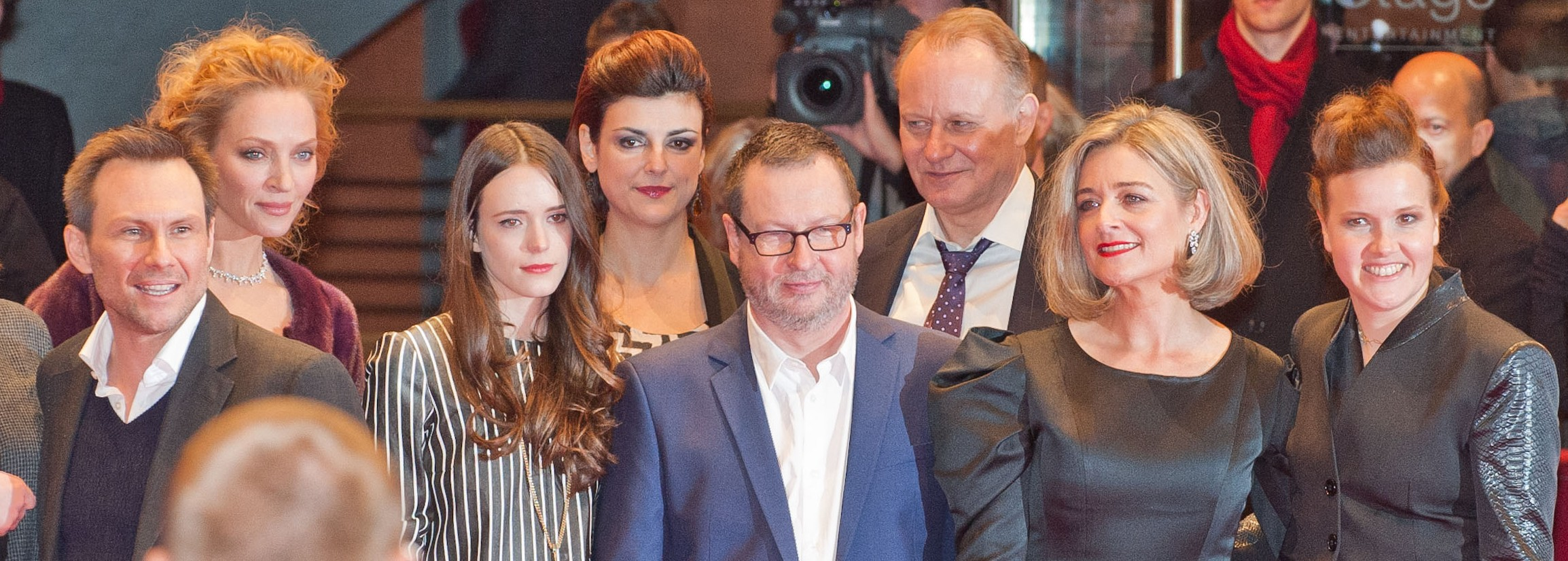
Съёмочная группа фильма на 64-м Берлинском кинофестивале

- Шарлотта Генсбур — Джо
- Стеллан Скарсгард — Селигман[9]
- Стэйси Мартин — молодая Джо[10]
- Шайа Лабаф — молодой Джером[9]

### Том I
- Кристиан Слейтер — отец Джо[10]
- Софи Кеннеди Кларк — B
- Ума Турман — миссис H
- Хьюго Спир — мистер H
- Сайрон Мельвилль[англ.] — A
- Конни Нильсен — мать Джо[9]
- Йеспер Кристенсен — дядя Джерома[8]
- Йенс Альбинус — S[8]
- Николас Бро — F[8]
- Саския Ривз — медсестра[9]

### Том II
- Джейми Белл — K[9]
- Миа Гот — P[11]
- Мишель Па[фр.] — Джером
- Уиллем Дефо — L[9]
- Шанти Рони[англ.] — переводчик[8]
- Кэйт Эшфилд[англ.] — терапевт[9]
- Кэролайн Гудолл — психолог[9]
- Жан-Марк Барр — должник-педофил[9]
- Удо Кир — официант[9]

## Производство
Продюсер фильма Петер Ольбек Енсен рассказал, что фильм будет разбит на две части: «Мы делаем два фильма… Я лично надеюсь, что мы должны быть готовы к Каннам в следующем году, съёмки и монтаж обеих картин будут проходить одновременно. Мы хотим закончить их в одно и то же время». Также он пояснил, что будет две версии каждого фильма: без цензуры и с вырезанными откровенными сценами.
Съёмки проходили в период между 28 августа — 9 ноября 2012 года, в Кёльне и Хильдене, Германии и Бельгии.
При монтаже сцен несимулированного секса Триер использовал порноактёров — их гениталии были добавлены к телам оригинальных актёров посредством цифровой обработки.
Триер не контролировал процесс монтажа версии, вышедшей в прокат. Хронометраж режиссёрской версии «Нимфоманки» составлял пять с половиной часов. Продолжительность окончательной версии картины — четыре часа. Триеру был категорически неприемлем вариант с сокращением фильма, но он признал, что он необходим для мирового релиза «Нимфоманки». По словам продюсера, ленту урезали из-за коммерческих вопросов, а не цензурных, все «постельные» сцены в картине сохранились.
По имеющимся данным, режиссёр не видел финальную версию «Нимфоманки». На премьере в Дании фильм выпустили без цензуры, прокатчикам из других стран было позволено «замазывать» любые сцены, которые они сочтут неприличными. В связи с этим, Триер отказался от выпуска двух версий «Нимфоманки»: для широкого проката и более откровенной.

## Восприятие
Был признан одним из 10 лучших фильмов 2014 года (в котором вышел в широкий мировой прокат) по версии авторитетнейшего французского киножурнала Cahiers du Cinema.
- «Когда-то в молодости Ларс фон Триер сказал, что фильм должен быть подобен камешку, попавшему в ботинок. „Нимфоманка“ — настоящий булыжник, который вам предстоит самостоятельно катить в гору, как Сизифу. А на вершине будет поджидать хитроумный датчанин, чтобы одним пинком ноги отправить валун обратно к подножию» — Антон Долин, «Афиша.ру»[16]
- «„Нимфоманка“ — это классический фон Триер, но теперь — класса де люкс: всё то же самое теми же словами, но в больших объёмах, настойчивее и громче» — Сергей Оболонков, Lenta.ru[17]
- «В целом же можно сказать, что это квинтэссенция триеризма — ироничная провокация, заставляющая взглянуть на привычное в доведённой до абсурдной экстремальности форме, протестировать человеческое, слишком человеческое в отчуждённом от камуфляжной оболочки виде, сверить свои обыденные или, напротив, абстрактные представления о людях и моральных ценностях с тем, как всё это предстаёт в другом реальном обличье» — Нина Цыркун, «Искусство кино»[18]
- «[Фильм „Нимфоманка“] кажется готовым, чтобы быть его [Триера] magnum opus. Фильм, в котором он обругивает всё, что ненавидит в современной жизни и современном кино» — Дэвид Стрэттон, The Australian[19]

## Награды и номинации
- 2014 — премия «Бодиль» за лучшую женскую роль (Шарлотта Генсбур), а также 5 номинаций: лучший фильм (Ларс фон Триер), лучшая мужская роль (Стеллан Скарсгард), лучшая женская роль (Стэйси Мартин), лучшая женская роль второго плана (Ума Турман), лучшая мужская роль второго плана (Джейми Белл).
- 2014 — номинация на кинопремию Северного Совета (Ларс фон Триер).
- 2014 — 3 номинации на премию Европейской киноакадемии: лучший фильм, лучшая мужская роль (Стеллан Скарсгард), лучшая женская роль (Шарлотта Генсбур).

### Комментарии
1. ↑  Игра слов: organ — это и музыкальный инструмент, и мужской половой член.
2. ↑  «Мне очень нравится финал фильма. Образ Селигмана, казавшийся почти идеальным, неожиданно рушится, и вот перед нами уже совершенно иной человек» — Стэйси Мартин о внезапной развязке.